# Kakahi

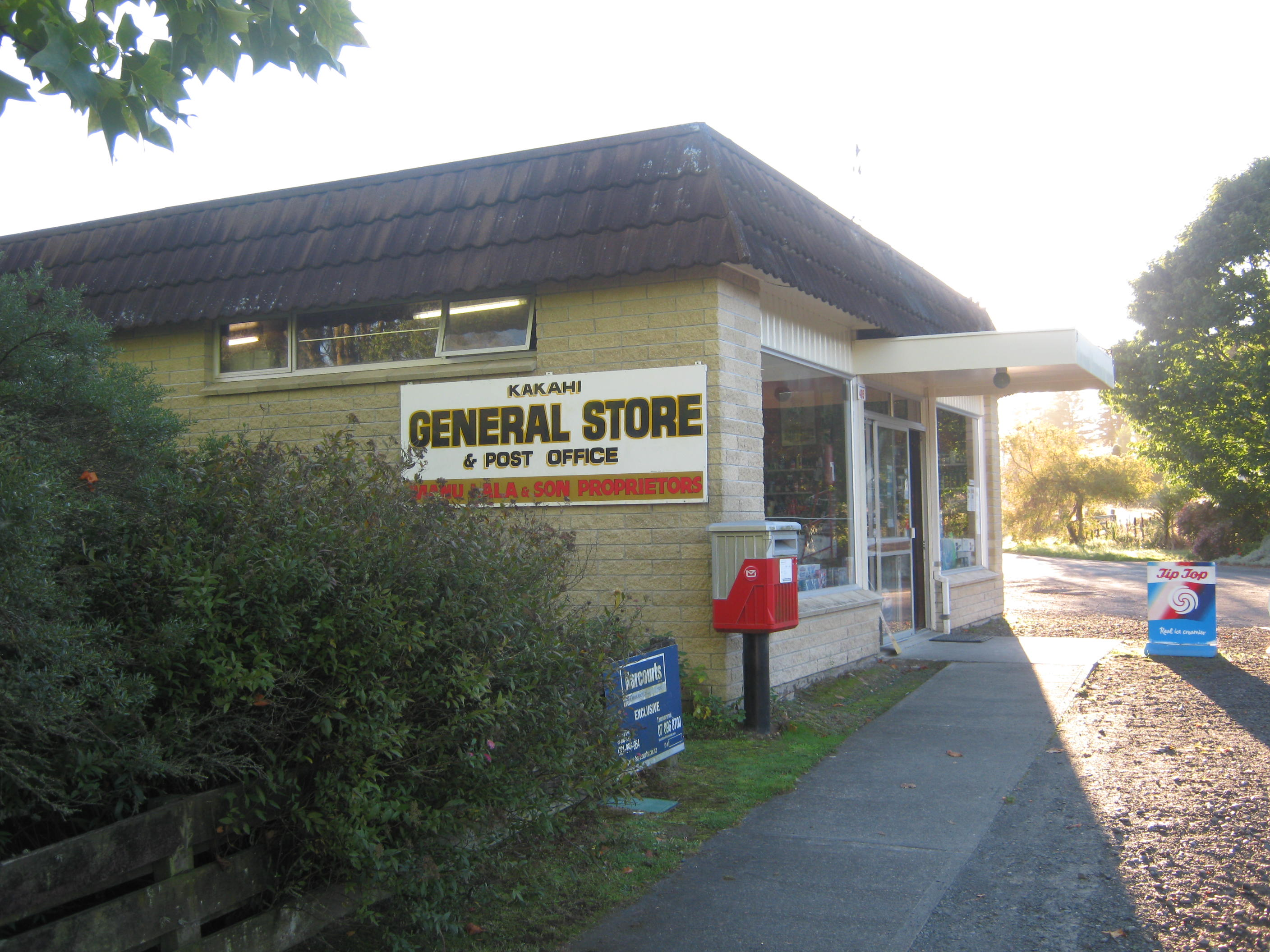
General Store der Siedlung

Kakahi ist eine kleine Siedlung im Ruapehu District der Region Manawatū-Whanganui auf der Nordinsel von Neuseeland.

## Geographie
Die Siedlung befindet sich rund 13 km südöstlich von Taumarunui und rund 31 km westlich des südlichen Zipfels des Lake Taupō. Nordöstlich der Siedlung mündet der Whakapapa River in den Whanganui River, der nördlich der Siedlung nach Westen fließt.

## Infrastruktur

### Straßenverkehr
Der New Zealand State Highway 4, der Kakahi mit Taumarunui im Nordwesten und Raetihi im Süden anbindet, führt rund 2 km südwestlich an der Siedlung vorbei. 5 km nördlich führt der New Zealand State Highway 41 vorbei.

### Schienenverkehr
Durch Kakahi führt die Eisenbahnlinie des North Island Main Trunk Railway, ist aber ohne einen Haltepunkt in der Siedlung verkehrstechnisch für die Siedlung ohne Bedeutung.

## Sehenswürdigkeiten
Die drei Gipfel der Vulkane Mount Ruapehu, Mount Ngauruhoe und Mount Tongariro, liegen südöstlich in Sichtweite, letzterer rund 30 km entfernt.